# Escuela de Resina
La escuela de Resina (o República de Portici, según la irónica definición de Domenico Morelli) es una corriente pictórica italiana desarrollada sobre el tema del realismo y afín a la corriente de los macchiaioli.

## Descripción e historia

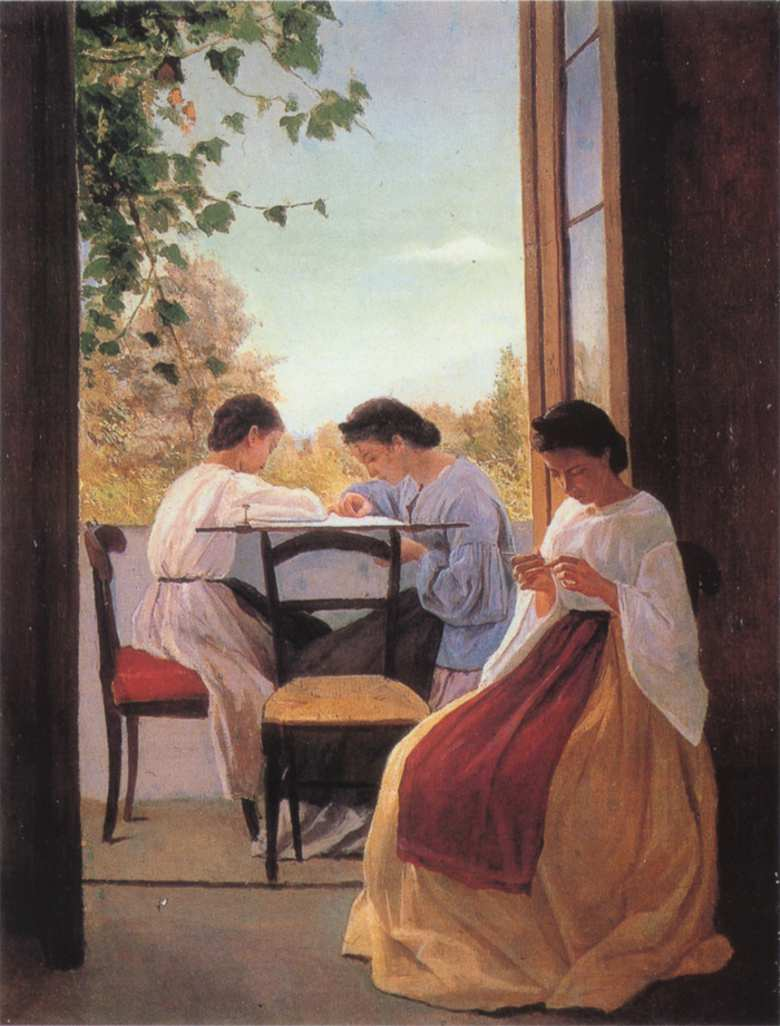
Adriano Cecioni, Las bordadoras, 1866.

Un grupo de pintores se reunían en Resina, localidad actualmente englobada en el municipio de Ercolano, y en Portici, desde 1863 hasta 1867, es decir, desde la llegada a Nápoles de Adriano Cecioni, hasta la marcha de Giuseppe De Nittis hacia París. El grupo se organizó en torno a Giuseppe De Nittis, que después de ser expulsado de la Academia de Bellas Artes de Nápoles se alejó de la ciudad con el expreso deseo de pintar la vida real al aire libre en lugar de en un estudio. Se trasladó a las habitaciones del Palacio Real de Portici, y se unieron a él Marco De Gregorio, Federico Rossano, y Adriano Cecioni, así como Alceste Campriani, Antonino Leto, Filippo Palizzi, Giovanni Ponticelli, Giovanni Fattori y otros.
El grupo fue llamado irónicamente la República de Portici por el pintor napolitano Domenico Morelli y recibió, a través de De Nittis, la influencia de los macchiaioli florentinos, pero también había sido influida por la generación anterior de la escuela de Posillipo. El movimiento perdió cohesión con la marcha de De Nittis hacia París en 1867.
El programa de la escuela era declaradamente antiacadémico y afín al de los macchiaioli, y estaba orientado hacia el estudio de la realidad y la inmediatez de la impresión. En los años en Portici De Nittis ejecutó una serie de paisajes inmersos en una luz clara y tersa, el mismo estilo que encontramos en las obras de Marco De Gregorio, más orientadas sin embargo hacia la representación del paisaje urbano. Además de Cecioni, De Nittis y De Gregorio, otros miembros incluidos generalmente en el núcleo de la escuela son Federico Rossano, Nicola Palizzi y Antonino Leto. La escuela de Resina —que era una reacción al ambiente artístico partenopeo, dominado por Filippo Palizzi y Domenico Morelli— pretendía abolir el dibujo preparatorio, representar subjetivamente las impresiones que sugiere la observación de la naturaleza y realizar una pintura esencialmente tonal.
Según Diego Martelli «[Cecioni] se asoció con Marco De Gregorio, Giuseppe De Nittis y Federico Rossano, y constituyó con ellos un grupo de radicales en el arte, que no reconociendo ninguna autoridad, despreciando todo lo que podría proporcionar su bienestar, se deleitaron en las íntimas satisfacciones que proporciona a los verdaderos artistas, en comunión de ideas, la observación atenta de la naturaleza y la ensoñación cotidiana y continua sobre todos los efectos y sobre todas las formas de la sucesión continua de las imágenes de la vida.»